# 高松琴平電気鉄道30形電車
高松琴平電気鉄道30形電車（たかまつことひらでんきてつどう30がたでんしゃ）は、高松琴平電気鉄道の電車で、以下の3つが存在する。
1. 初代（1912年 - 1963年）
2. 2代（1964年 - 1977年）
3. 3代（1977年 - 2007年）

## 30形 (初代)
二軸電動貨車(有蓋)で、1912年～1913年梅鉢鉄工所製。長尾線の前身である高松電気軌道の貨1形である。開業の1912年に貨1が、翌年貨2が製造されている。
全長7.04メートルで木造、運転台はオープンデッキ構造であった。
高松琴平電気鉄道成立時に、30形31～32に改番された。1945年には長尾線の改軌にあわせ、当形式も台車の改造を国有鉄道多度津工場で受けている。しかし、同年7月4日の米軍による高松空襲により、32は焼失・廃車となった。
残る31は、戦後の車輌不足の際に旅客輸送に使用されたが、東京急行電鉄と山陽電気鉄道から購入したボギー車の使用開始に合わせこれは終了した。旧高松電気軌道の車両としては唯一戦後まで生き残った車両だが（旅客車の1形→20形は一部が戦災で焼失、残りも終戦直後に廃車）、その後はあまり使用されず、1963年に正式に廃車となった。

## 30形 (2代)・50形 (2代)
もと阪神電鉄881形で1941年・1942年川崎車輌製。1964年～1967年に入線。制御電動客車の27～39、および制御客車の50形55～57が在籍した。
前面貫通扉のデザインから鉄道ファンの間では「喫茶店」の通称で親しまれた。
30形でありながら27から始まっているのは、40番台を忌み番として避けたためである。入線順に31から39まで達したあと、29、28、27と付番した。なお、初代20形は21～29が存在したため、27～29は2代目となる（2代目20形は21のみ、現存する3代目20形は24まで）。また、50形が55～57であるのは、当時50形 (初代)の除籍が完了していなかったためである。
琴電では直流600V区間用として登場した。当初、長尾線・志度線で使用されたが、1966年に志度線の架線電圧が1500Vに昇圧されたため、長尾線専用となった。これにより、木造車および簡易鋼体化車（木造車体の上に鋼板を張った車両、「ニセスチール車」）が1969年までに廃車され琴電から消滅した。
その後、長尾線も架線電圧が1500Vに昇圧されることになったが、本形式は戦時中の製造で車体の老朽化が進んでいたことや、新造以来の東芝製RPC-51自動加速制御器・自動ブレーキ・バンドン型密着連結器を使用しているためHL制御・SME（非常弁付直通ブレーキ）方式の他車と連結が不可能なこと、電気関係の配線の被覆が布製であり、老朽化が進んで1500Vへの昇圧に耐えられないこと、それに何よりRPC-51をはじめとする制御器の老朽化が著しく、しかもスペアパーツの入手が困難で最終期には半数に当たる8両が使用不能状態に陥っていたことを理由として、廃車されることとなった。廃車は状態不良で休車中の車両から1975年より開始され、一部は長尾線昇圧前日の1976年12月25日まで残存したが、翌1977年に全車除籍され、解体処分された。
なお、台車・主電動機などの下回りは車体よりも多くが導入された。また廃車後、後述の30形(3代)などに転用されたものもある。

## 30形 (3代)

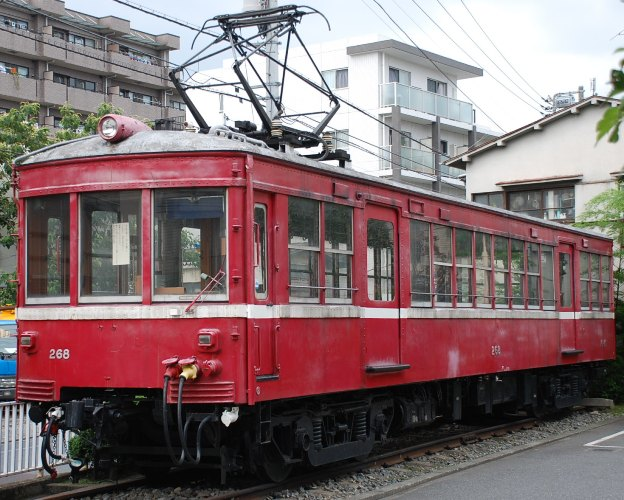
京急引退直前の姿のデハ268。ホビーセンターカトー東京で保存されている。

もと京浜急行電鉄230形で、1930年 - 1936年 川崎車輌または汽車製造製。1977年から1980年にかけて順次入線した。最大時、25 - 38の2両編成7本14両が在籍したが、1999年から2000年、および2007年に廃車となった。志度・長尾線用では初の2両固定編成・貫通路及び貫通幌付き車両であった。
入線にあたっては、京急車輛工業で以下の改造が行われた。
- 全車に対し、弱め界磁付きの自動加速制御器を手動加速方式のHL制御器に変更（直列5段、並列4段）。また、ブレーキ制御弁をM三動弁によるAMM自動空気制動から、電磁SME（非常弁併設電磁弁付直通空気制動）に変更。これに伴い圧力計を変更。ATS、無線アンテナなど保安装置を琴電用に交換。なお、台車は振り替えなどの処置によりすべて汽車製造2HE 形鋼組立釣合梁式台車に一旦統一の上で譲渡されている。
- 偶数番号車の電装を解除し、制御車(Tc)化した。一方で、電動発電機と空気圧縮機を搭載。当初、パンタグラフを載せていたが、これは使用されなかった。のちに撤去され、琴電在来車のそれを置き換えたが、パンタ台はそのまま残された。また、台車は運用線区の橋梁活荷重の制限から、入線後全車とも軽量化を目的としてJ.G.ブリル社製Brill 27-MCB-2X鍛造釣合梁式台車[2]に順次交換され、特に2007年廃車の28に装着のものは日本に輸入され使用された同台車の中で最後まで現役で運用されたケースとなった。
- 奇数番号車は、偶数番号車と同様、軽量化の必要から台車・主電動機を主に廃車となった30形 (2代)のもの[3]に交換。これにより捻出された三菱電機MB-115AF（端子電圧750V時1時間定格出力93.3kW、定格回転数900rpm）電動機と汽車製造2HE台車は、1020形に搭載されていたが性能の芳しくなかった在来モーター・三菱電機MB-98A[4][5]の置き換えに玉突きで利用され、性能向上にセットで役立てられた。
- 運転台側の連結器は密着自動連結器のままだったが、連結面の連結器は並形自動連結器に交換[6]。高さをクリアーするために幌枠も移設された。
  - 1979年以降に入線した37・38、25 - 30は、行き先表示板交換を容易にするため前面に貫通扉を設置。併せて運転台側の連結器をナックル部の上下寸法の大きな並形自動連結器に交換[7]し、連結面は密着自動連結器のままだった。

最初に導入された31・32は当初75形75・76を名乗っていた。これは入籍時点で30形 (2代)の除籍が完了していなかったためである。また、2代と同様の理由により、38まで来たところで29-30、27-28、25-26と編成単位で番号を遡って付番している。なお、車号のうち27 - 29は3代目、25・26は2代目である。
昇圧が完了した長尾線と志度線は車両が共通となり、一時期は、両線の主力として使用された。1994年の瓦町駅改良工事着工に伴う志度線分断により、25-26、33-34、35-36の3編成は長尾線、残りの4編成は志度線の所属となる。
1998年以降、両線に冷房車の600形、700形の投入が開始された。30形はこれによる代替で1999年から2000年にかけて順次廃車となった。最後に残った志度線の27-28も、2001年度に600形に置き換えられ廃車となる予定であったが、2001年12月の民事再生法申請により白紙になった。その後の計画変更により、この600形は613-614として長尾線に投入されたため、27-28は引き続き在籍することになった。
2002年以降、旧形車はピンク+アイボリーのツートンから茶色+アイボリーのツートンに塗色変更されたが、27-28は志度線標準塗装に変更され、600形・700形同様「ことでん」ロゴの貼り付けが行われた。
最終的に、志度線の非冷房車は長尾線を路線改良して大型車を投入し、その玉突きで小型車を異動することで代替された。27-28は2007年7月7日・8日に行われたさよなら運転を最後に運用を外れ、廃車となった。

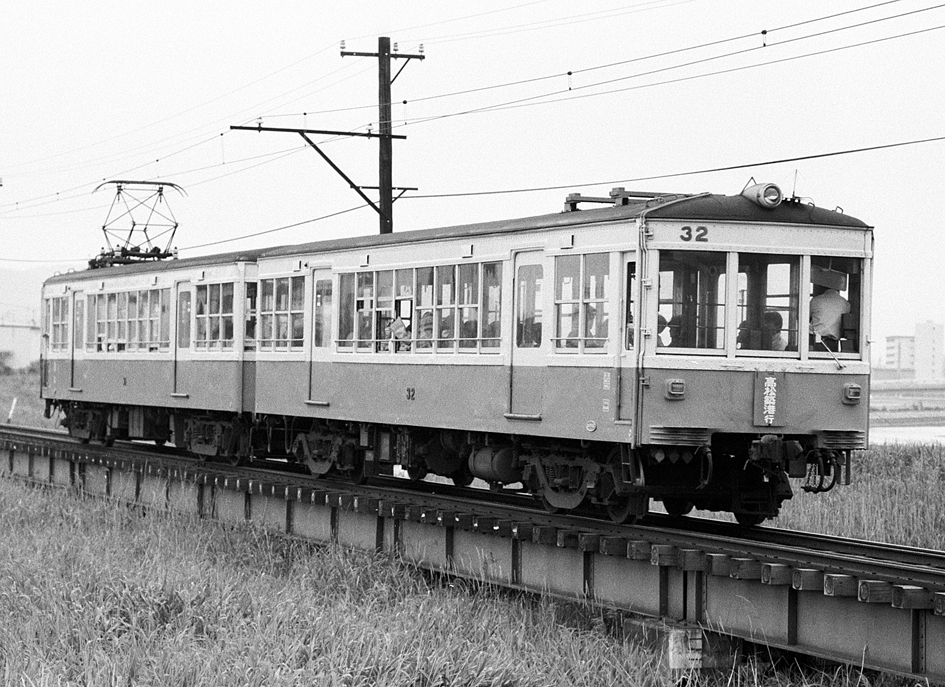
非貫通型 32+31（元75形76+75） 台車交換前。32と31の台車形状が大きく異なる。 春日川付近
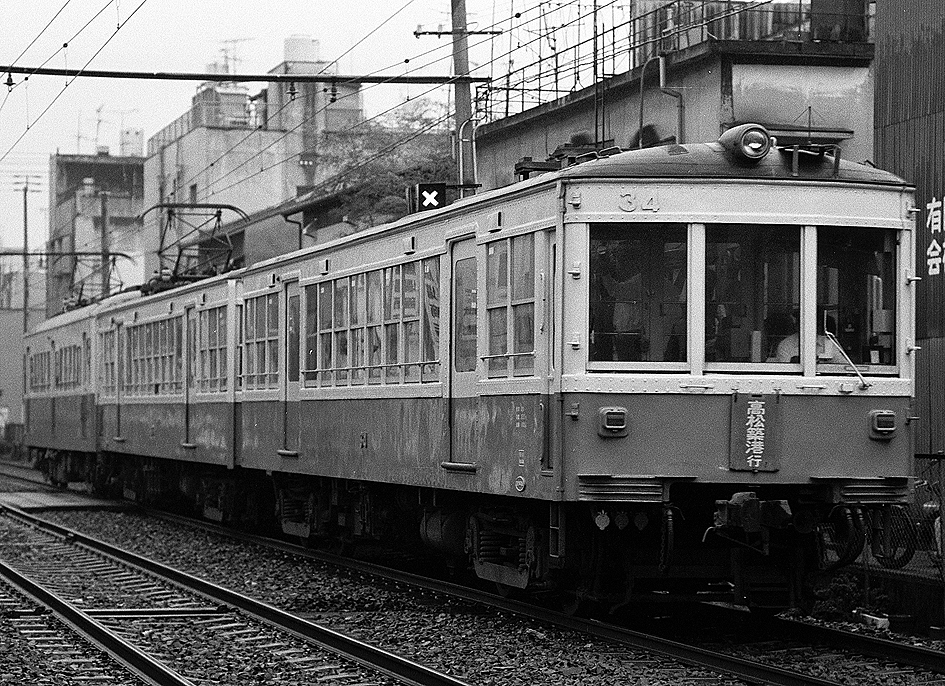
非貫通型 34+33+20形23 34の台車はころ軸受化されたBrill 27-MCB-2Xへ交換済み。 瓦町付近
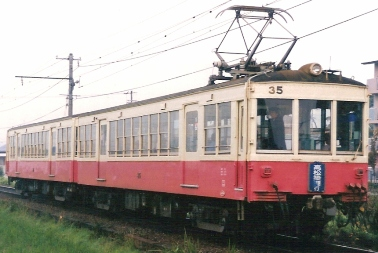
非貫通型 35+36 池戸 - 農学部前（1998年11月）
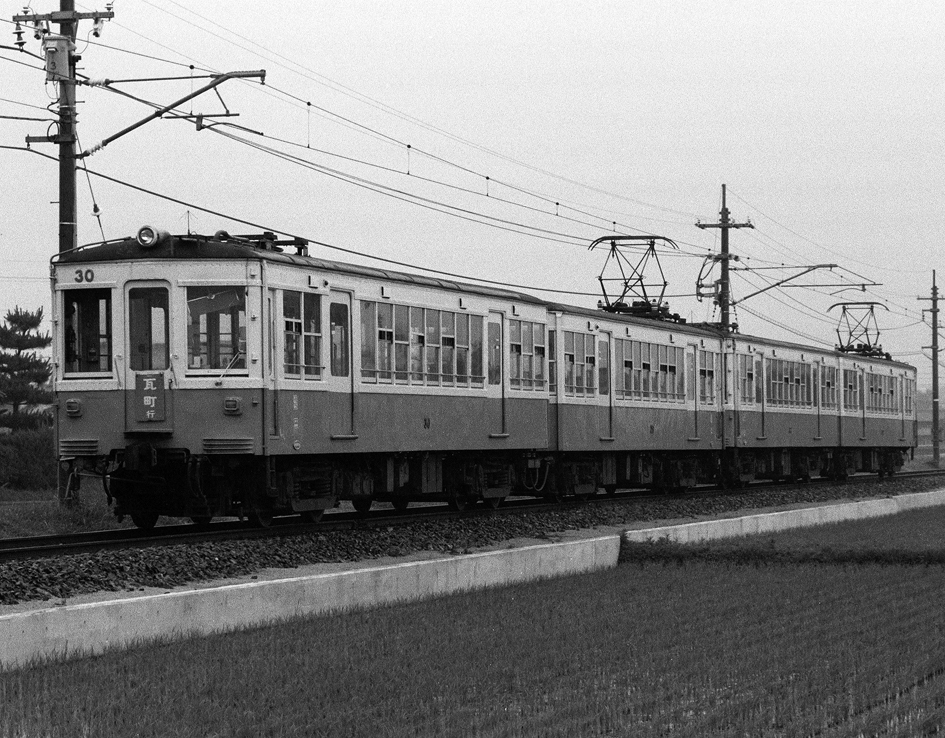
貫通型 30+29+30形×2 並形自動連結器装着当時。 元山付近
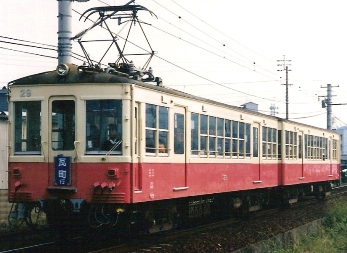
貫通型 29+30 密着自動連結器へ交換済み。 琴電屋島 （1998年11月）
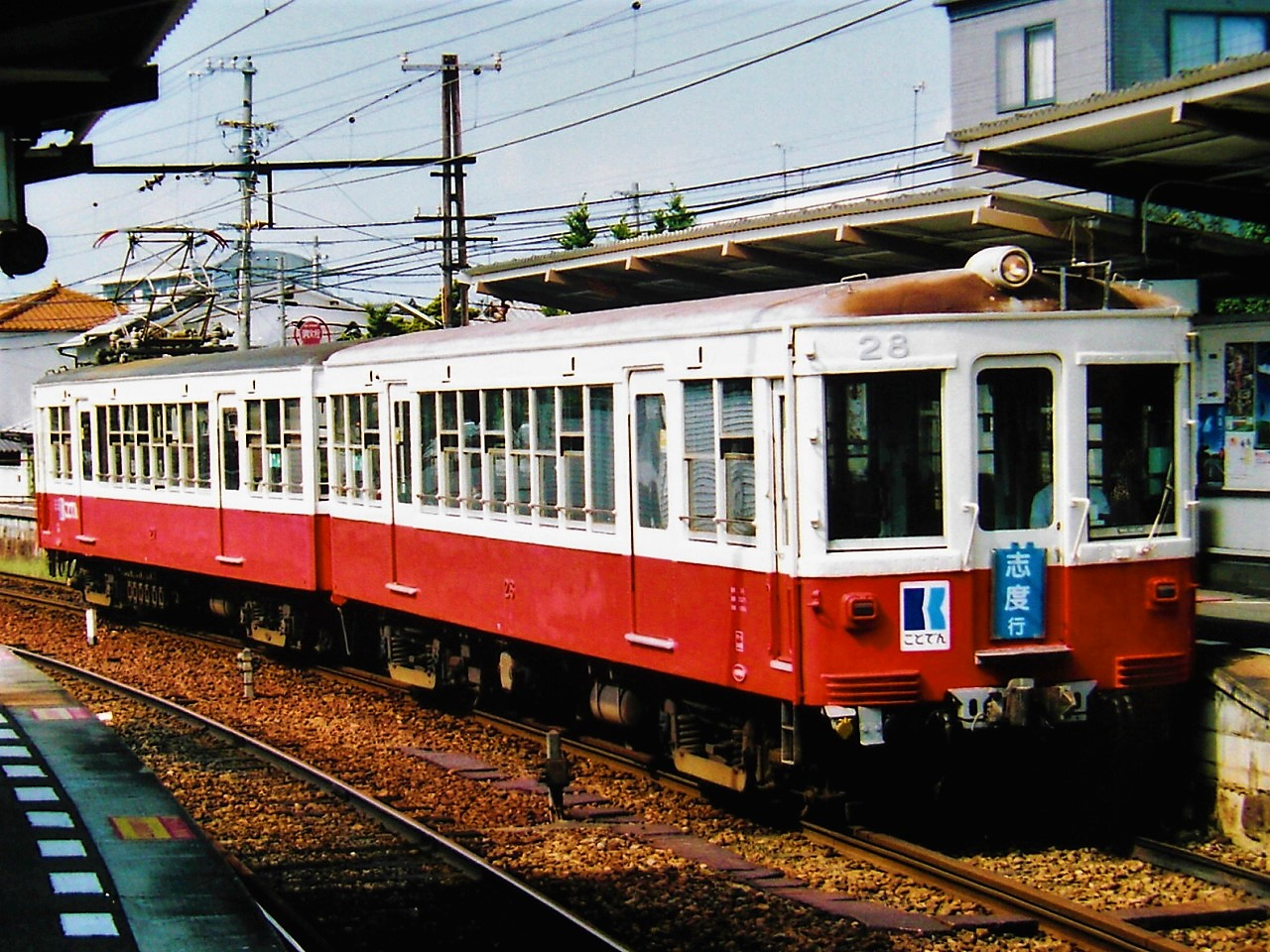
貫通型 28+27 最後まで志度線に在籍した編成で、末期には「ことでん」ロゴが貼付された。 琴電屋島（2004年）

### 車歴
- 25←京急デハ271←東急デハ5271←京浜電鉄デ86

1936年汽車製 1980年入線 2000年廃車
- 26←京急デハ276←東急デハ5276←京浜電鉄デ91

1936年汽車製 1980年入線 2000年廃車
- 27←京急デハ257←東急デハ5257←京浜電鉄デ72

1932年汽車製 1979年入線 2007年廃車
- 28←京急デハ264←東急デハ5264←京浜電鉄デ79

1932年汽車製 1979年入線 2007年廃車
- 29←京急デハ275←東急デハ5275←京浜電鉄デ90

1936年汽車製 1979年入線 2000年廃車
- 30←京急デハ266←東急デハ5266←京浜電鉄デ81

1932年汽車製 1979年入線 2000年廃車
- 31←75←京急デハ245←東急デハ5245←京浜電鉄デ15←湘南電鉄デ15

1930年川崎製 1977年入線 2000年廃車
- 32←76←京急デハ258←東急デハ5258←京浜電鉄デ73

1932年汽車製 1977年入線 2000年廃車
- 33←デハ265←京急デハ267←東急デハ5267←京浜電鉄デ82

1932年汽車製 1978年入線 2000年廃車
- 34←京急デハ270←東急デハ5270←京浜電鉄デ85

1936年汽車製 1978年入線 2000年廃車
- 35←京急デハ277←東急デハ5277←京浜電鉄デ92

1936年汽車製 1978年入線 1999年廃車
- 36←京急デハ272←東急デハ5272←京浜電鉄デ87

1936年汽車製 1978年入線 1999年廃車
- 37←京急デハ235←東急デハ5235←京浜電鉄デ5←湘南電鉄デ5

1930年川崎製 1979年入線 1999年廃車
- 38←京急デハ256←東急デハ5256←京浜電鉄デ71

1932年汽車製 1979年入線 1999年廃車

## 参考資料
- 共通
  - 真鍋裕司「私鉄車輌めぐり[121] 高松琴平電鉄（下）」、鉄道ピクトリアル404号、電気車研究会、1982年6月
  - 真鍋裕司「琴電 近代化への歩み」、鉄道ピクトリアル574号、電気車研究会、1993年4月増刊
- 初代
  - 大島一朗『JTBキャンブックス ことでん長尾線のレトロ電車』JTBパブリッシング、2006年／ISBN 4533064124
- 2代目
  - 宮崎光雄「私鉄車輌めぐり[69] 高松琴平電気鉄道（上）」、鉄道ピクトリアル190号、電気車研究会、1966年11月
  - 高橋修『RMライブラリー024 関西大手私鉄の譲渡車たち（下）』、ネコ・パブリッシング、2001年7月／ISBN 4873662389
- 3代目
  - 高島修一「他社へ行った京急の車両」、鉄道ピクトリアル656号、電気車研究会、1998年7月増刊
  - 慶應義塾大学鉄道研究会『私鉄電車のアルバム1A』、交友社、1980年